# Bramshall
Bramshall – wieś w Anglii, w hrabstwie Staffordshire, w dystrykcie East Staffordshire. Leży 17 km na północny wschód od miasta Stafford i 197 km na północny zachód od Londynu.